# Ceranthes
Ceranthes is een geslacht van vlinders van de familie sikkelmotten (Oecophoridae).

## Soorten
- C. apellodora Meyrick, 1926
- C. syncrotaula Meyrick, 1926
- C. thiota Meyrick, 1918